# Fangchengbao Bao 5
Fangchengbao Bao 5 – hybrydowy samochód osobowy typu SUV klasy wyższej produkowany pod chińską marką Fangchengbao od 2023 roku.

## Historia i opis modelu

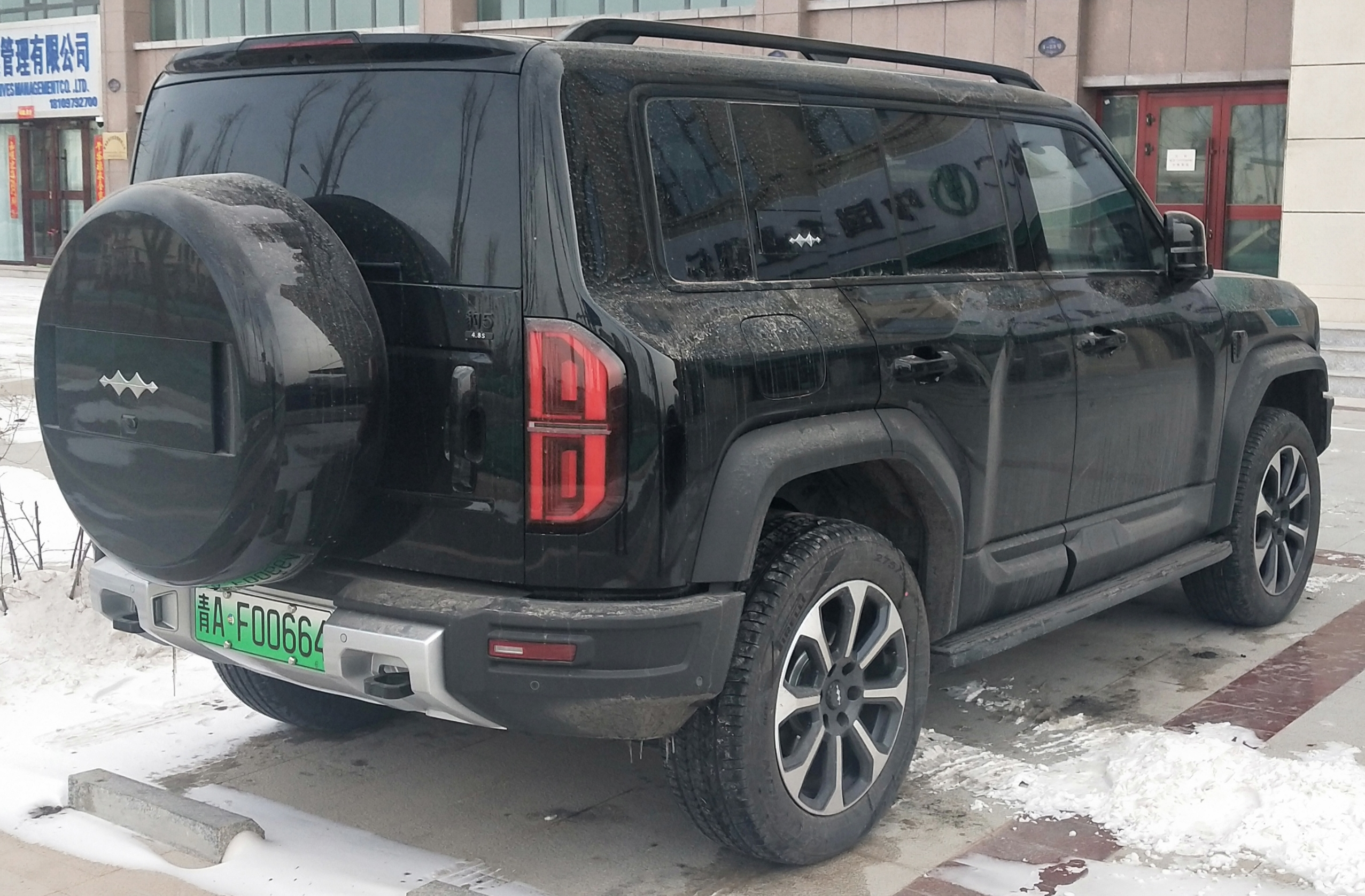
Fangchengbao Bao 5 – tył

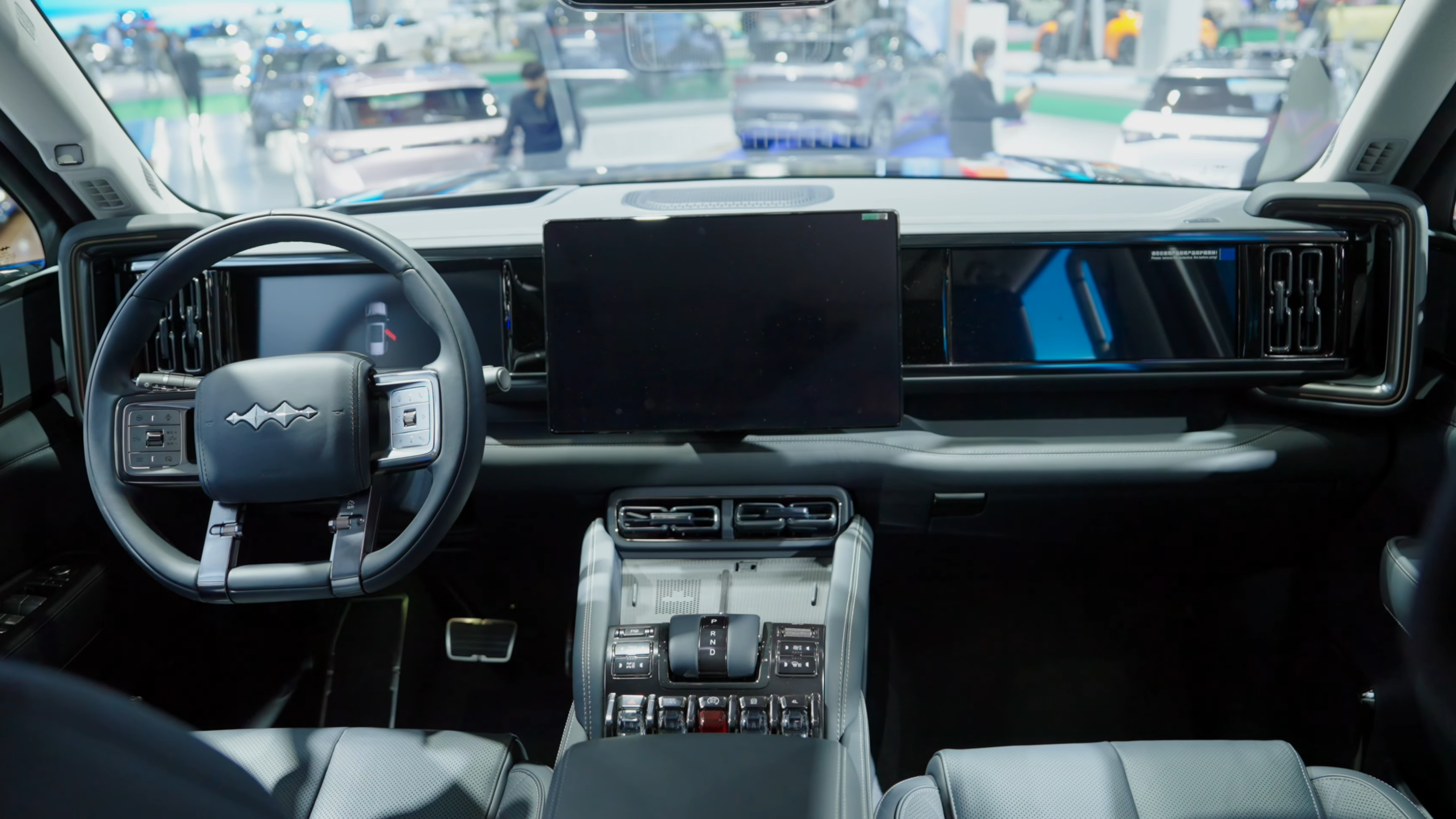
Fangchengbao Bao 5 - kokpit

Po oficjalnej inauguracji nowej marki Fangchengbao w czerwcu 2023, miesiąc później BYD Auto przedstawił oficjalne fotografie nieznacznie zamaskowanego prototypu pierwszego produktu swojej nowej filii. Ostatecznie, w sierpniu 2023 miała miejsce premiera produkcyjnego modelu, Fangchengbao Bao 5, który przyjął postać dużego, 4,89-metrowego SUV-a i wzorem innych produktów chińskiego koncernu powstał według projektu stylistycznego Wolfganga Eggera. Samochód zyskał masywne, kanciaste proporcje, z pionowo ściętą przednią oraz tylną częścią nadwozia, wyraźnie zarysowanymi nadkolami, umieszczonym pod zewnętrzną osłoną kołem zapasowym, a także reflektorami w kształcie prostokąta połączonymi poprzez osłonę chłodnicy przerywanymi listwami LED-owymi.
Kabina pasażerska odtworzyła wzornictwo obecne z zewnątrz, wyróżniając się masywną, pinową deską rozdzielczą i rozbudowanym, wysoko poprowadzonym tunelem środkowym. Zarówno przed kierowcą, jak i przed pasażerem znalazły się dwa 12,3-calowe wyświetlacze pełniące kolejno funkcję cyfrowych zegarów i systemu rozrywki. Centralnie umieszczono trzeci, główny ekran dotykowy systemu multimedialnego o przekątnej 15,6 cala.

### Sprzedaż
Fangchengbao Bao 5 został zbudowany wyłącznie z myślą o wewnętrznym rynku chińskim. Produkcja modelu w zakładach macierzystego BYD Auto w Shenzhen rozpoczęła się pod koniec września 2023, z kolei sprzedaż i dystrybucja ruszyła dwa miesiące później, z połową listopada 2023. Wyceniony na 289 800 juanów w najtańszej wersji i 352 800 juanów w najdroższej hybrydowy SUV zdobył dużą popularność, w ciągu pierwszych trzech dni rynkowej obecności znajdując 10 tysięcy chętnych.

### Dane techniczne
Fangchengbao Bao 5 wyposażony został w hybrydowy układ DMO napędowy konstrukcji BYD Auto, skoncentrowany na zapewnieniu optymalnych właściwości podczas jazdy po bezdrożach. Połączono benzynową jednostkę o pojemności 1,5 litra z dwoma silnikami elektrycznymi o mocy 268 i 335 KM oraz trzema blokadami mechanizmu różnicowego. Łączna moc samochodu wyniosła 680 KM przy 760 Nm maksymalnego momentu obrotowego, umożliwiając na rozpędzenie się od 0 do 100 km/h w 4,8 sekundy. Bateria wyposażona w możliwość ładowania z gniazdka może przejechać w trybie czysto elektrycznym do 125 kilometrów według chińskiej normy pomiarowej CLTC, z kolei w trybie mieszanym Bao 5 przejedzie do ok. 1200 kilometrów.